# Le Val-de-Guéblange
Le Val-de-Guéblange é uma comuna francesa na região administrativa de Grande Leste, no departamento de Moselle. Estende-se por uma área de 19,08 km². Em 2010 a comuna tinha 875 habitantes (densidade: 45,9 hab./km²).